# Ostracoberyx dorygenys
Ostracoberyx dorygenys is een straalvinnige vissensoort uit de familie van ostracoberyciden (Ostracoberycidae). De wetenschappelijke naam van de soort werd voor het eerst geldig gepubliceerd in 1934 door Fowler.